# Canthium merrillianum
Canthium merrillianum là một loài thực vật có hoa trong họ Thiến thảo. Loài này được Mabb. mô tả khoa học đầu tiên năm 1977.